# 1. FC 뉘른베르크
1. 푸스발-클루프 뉘른베르크 페어라인 퓌어 라이베쉬분겐 e. V.(1. Fußball-Club Nürnberg Verein für Leibesübungen e. V.)는 바이에른주 뉘른베르크를 근거로 하는 독일의 축구 클럽이다. 2018-19 시즌에 분데스리가 최하위로 강등된 후, 현재까지 2. 분데스리가에 참가하고 있다.
이 클럽은 1900년 5월 4일, 잉글랜드에서 들여온 새 종목인 축구를 럭비보다 관심을 가진 18명의 젊은이들이 부렌휘테 (Burenhütte) 라는 인근 펍에 모여 창단하였다. 현재 이 클럽은 권투, 핸드볼, 하키, 롤러브레이드, 스케이트, 수영, 스키, 그리고 테니스 클럽도 운영하고 있다. 
또한 독일 분데스리가에서 DSC 아르미니아 빌레펠트와 함께 공동인 8회로 최다승격을 한 구단이다. 
1. FCN은 분데스리가에서 총 9번이나 강등당한 경험이 있는데, 이는 독일에서 가장 많은 분데스리가 강등 경험을 가진 클럽이다.

## 역사

### 클럽의 창단

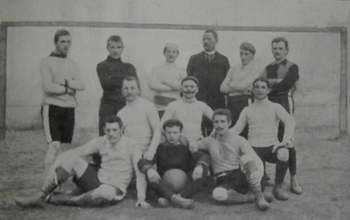
1902년의 1. FC 뉘른베르크

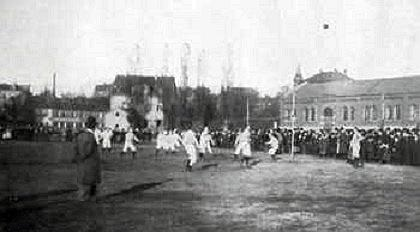
1901년, FC 바이에른 뮌헨과의 첫 경기

1909년, 뉘른베르크는 남독일 챔피언쉽 우승을 거둘 정도로 강성하게 성장하였다. 제1차 세계 대전 이후, 뉘른베르크는 이 성공에서 더 나아가 독일 내의 가장 강성한 클럽 중 하나가 되었다. 1918년 7월에서 1922년 2월까지, 뉘른베르크는 104경기 무패행진을 달렸다. 1919년, 뉘른베르크는 실력과 필드에서의 플레이 스타일로 인해 클럽 (Der Club)이라는 별명이 붙었고, 독일 내에서 가장 알려지고 인기있는 팀 중 하나로 자리잡았다.
뉘른베르크는 제1차 세계 대전 종전 후의 첫 번째 국내 챔피언쉽 결승전에서 SpVgg 그로이터 퓌르트를 상대하였고, 디펜딩 챔피언을 2-0으로 격파하였다. 이 챔피언쉽 우승은 이어지는 8년간 획득하는 5개의 챔피언쉽 타이틀 중 첫 번째이다. 뉘른베르크는 매번 우승할 때마다 그들의 상대에 늘 완승을 거두었다.
1922년 결승전에서, 뉘른베르크는 함부르크 SV와 대결하였고, 승부가 나지 않았다. 3시간과 10분의 접전 끝에 점수는 2-2 동점이었고, 암전 사태가 발생하였다. 재경기 또한 연장전에 돌입하였고, 당시 교체 요원을 허용하지 않는 시기였으므로, 1-1로 동점인 와중에 뉘른베르크 선수가 7명으로 줄어들자 주심은 실수로 경기를 계속할 수 없다고 판명하였다. 이 결정은 논란의 대상이 되고 있다. 독일 축구 협회 (DFB)는 함부르크 SV에게 타이틀을 수여하였고, "좋은 스포츠맨쉽"에 대한 대가로 우승을 차지하였다. 그러나, 빅토리아 트로피는 공식적으로 수상되지 않았다.

### 전성기 이후
1. FCN의 전성기는 1927년에 1920년대 마지막 트로피를 차지하며 사그라들기 시작하였다. 뉘른베르크의 마지막 우승 이후, 더 빠른 축구를 지향하게 되었고, 뉘른베르크의 느리면서 효과적인 방법은 더 이상 통하지 않게 되었다. 뉘른베르크는 여전히 강호 지위를 유지하였으나, 다른 클럽이 독일 축구계의 정상으로 부상하였다. 1934년, 뉘른베르크는 훗날 제3제국의 최강자가 될 FC 샬케 04와의 결승에서 패하였다. 뉘른베르크는 또한 제2차 세계 대전 전후인 각각 1936년과 1948년에 우승을 차지하였다. 1948년 결승은 전쟁 이후의 최초 결승전이었으며, 뉘른베르크는 이 외에도 체머포칼 (오늘날의 DFB-포칼) 도 1935년과 1939년에 우승하였다.

### 최근 현황
2차 세계 대전 이후, 뉘른베르크는 당시 서독의 5개 1부리그중 하나인 남부 오베르리가에 속하였다. 뉘른베르크는 1963년까지 6번의 리그 우승을 거두었고, 1948년에는 국가 챔피언쉽 우승도 거두었다. 1961년, 1. FCN은 8번째 우승을 거두었고, 이듬해에는 준우승을 거두었다. 1962년에는 또다시 DFB-포칼 우승을 거두었다. 1. FCN의 우수한 성적은 1963년에 단일 독일 1부리그인 분데스리가 창단 원년 16멤버 중 하나가 되도록 하였다. 뉘른베르크는 초창기 중위권에 머물렀고, 1968년에 압도적인 경기력으로 5라운드에서 시즌 종료때까지 선두를 달려 분데스리가 우승을 차지하였다. 그러나, 불명예스럽게도 뉘른베르크는 분데스리가 우승 팀으로는 최초로 강등되는 수모를 겪었다. 이는 막스 메르켈 감독이 우승 주역인 고령의 베테랑을 과감히 내치고 10여명의 신예를 무리하게 데려온 데에서 야기되었다.
뉘른베르크는 다시 분데스리가로 복귀할때까지 9년을 남부 레기오날리가 (당시 2부리그)에서 머물러야 했고, 여러차례 승격 플레이오프에서 승격이 좌절되었다. 1. FCN은 1978년에서야 마침내 승격을 확정지었으나, 1978-79시즌을 17위로 마감하여 한시즌만에 다시 강등되었다. 그들은 1부리그로 올라오는데 우수한 성적을 거두었으나, 분데스리가에서의 영향력은 완전히 사라지고, 주로 리그 하위권으로 마감하며, 1/2시즌만에 강등되는 일도 잦았다. 강등 경험 이후의 최고 성적은 1987-88 시즌에 기록한 5위였다.
1980년대초, 한때 최대 라이벌이었던 FC 샬케 04와의 친선관계가 형성되기 시작하였다. 두 팀의 팬들은 원정 경기에서 상대팀 팬에도 환호하는 일이 생겼고, 시즌 동안 펼쳐지는 이 둘간의 두 경기는 다른 경기에 비하면 조용한 경기에 속한다.
1990년대 중반, 뉘른베르크는 재정난을 겪었고, 2 분데스리가에 속해있던 1995-96 시즌에는 그에 따라 승점 6점이 삭감되었다. 결국 뉘른베르크는 레기오날리가 (당시 3부리그) 로 강등되어 바닥을 쳤다. 우수한 감독이 뉘른베르크에 들어와 팀을 리빌딩하였고, 결국에는 1 분데스리가까지 다시 복귀하였다.
그러나 1999년, FCN은 분데스리가 1경기 최악의 순위 하락을 기록하였다. 33라운드가 종료되었을 때 뉘른베르크는 12위에 랭크되어 있었으며, 강등권인 16위를 기록한 아인트라흐트 프랑크푸르트보다 승점 3점을 더 얻었고, 골득실도 +5가 더 많아 강등을 피할 것이라고 예상하였다. 더 나아가서, 뉘른베르크의 마지막 34라운드 경기는 SC 프라이부르크와의 홈 경기로, 손쉽게 잔류를 확정지을 것이라고 확정 지었다. 한편 프랑크푸르트의 다음 상대는 전 시즌 챔피언인 1. FC 카이저슬라우테른으로 UEFA 챔피언스리그 진출권 경쟁을 하고 있었다. 그에 따라, FCN의 시즌권을 획득한 팬들은 이미 강등을 성공적으로 피하였다고 생각하여, 다음 시즌의 분데스리가 입장권을 구입하며 설레발을 치기 시작하였다.
34라운드에서는 반전이 일어났다. 뉘른베르크는 프라이부르크에 1-2로 패하였고, 마지막 1분을 남기고 프랑크 바우만은 골찬스를 놓쳤다. 프랑크푸르트가 카이저슬라우테른에 막판 3골 덕에 5-1로 대승하는 것을 포함하여, 다른 FCN의 강등권 경쟁자들이 모두 승리를 거두었다. 프랑크푸르트의 대승으로 뉘른베르크는 16위로 시즌을 마감, 충격적인 강등 수모를 겪었다. FCN은 프랑크푸르트와 승점과 골득실에서 동률을 기록하였지만, 3번째 타이브레이커 조건인 총 득점에서 밀려 강등을 당하였다.

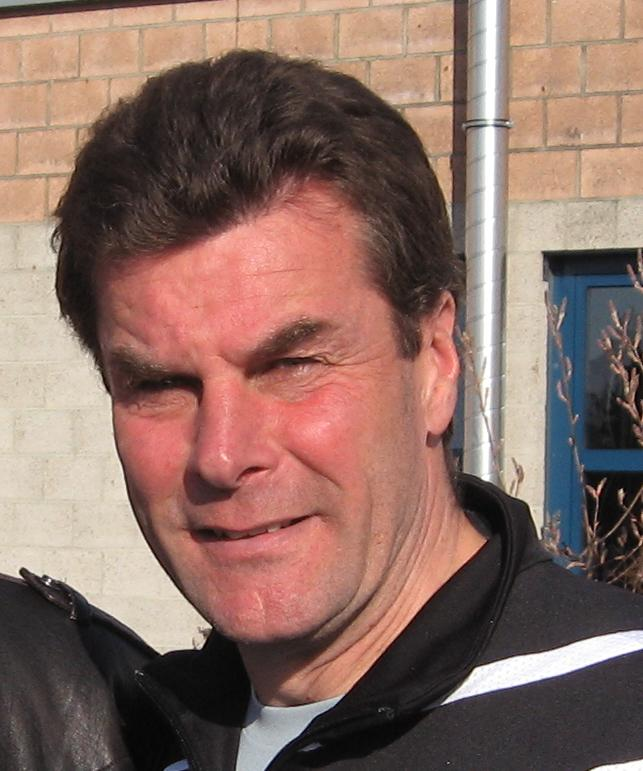
디터 헤킹 전 감독

1. FCN은 분데스리가로 다시 승격되었고, 시즌 시작부터 종료때까지 분데스리가 잔류에 대하여 걱정하게 되었다. 그러나, 2005-06 시즌, 뉘른베르크는 시즌을 리그 8위로 마감하며, 손쉽게 잔류를 확정지었다. 오랜 기간의 좌절 끝에, 뉘른베르크는 분데스리가에서 가장 인상적인 성과를 보였다. 마틴 바데어의 2007년 봄까지 선보인 우수한 역량과 (AFC 아약스의 전 주장이자, 체코 국가대표 토마시 갈라세크를 환대하였다.), 한스 마여 수석 코치의 현대 축구에 대한 이해는, 뉘른베르크가 거의 40년 만에 성공을 거두었다. 2007년 5월, DFB-포칼에서 아인트라흐트 프랑크푸르트를 제압한 뒤 1982년이후 처음으로 결승에 진출하여 UEFA 컵 진출이 확실시 되었다. 5월 26일, 뉘른베르크는 VfB 슈투트가르트와의 포칼 결승전에서 연장전 끝에 3-2 승리를 거두었고, 45년 만에 포칼 정상을 차지하였다. 그러나 2007-08 시즌에 들어서 더 이상 성공을 거두지 못하였다. FC 라피드 부쿠레슈티와의 조별 리그에서 승리를 거두었지만, 이 시즌의 UEFA 컵 우승 팀인 FC 제니트 상트페테르부르크와의 2라운드에서 패해 탈락하였다. 한스 마여 감독은 얀 콜러 등을 영입하며 팀을 리빌딩하려 하였다. 마여는 리빌딩에 실패함에 따라 그 자리를 토마스 폰 헤센에게 자리를 내주었다. 폰 헤센 감독 또한 실망스러운 결과를 낳았고, 최종 라운드에서 FC 샬케 04에 0-2로 홈에서 패하여 16위로 강등되었다. 2 분데스리가 강등으로 팬의 기대를 충족시키지 못한 폰 헤센 감독은 2008년 8월에 사임하였고, 그의 수석 코치였던 미하엘 외닝이 그 자리를 맡았다. 외닝은 슬로우스타트를 끊은 이후, 시즌을 3위로 마감하여 2008-09 시즌 1 분데스리가 16위를 차지한 FC 에네르기 콧부스와의 강등 플레이오프를 치르게 되었다. 뉘른베르크는 플레이오프를 합계 5-0으로 승리하여 2009-10 시즌에 1 분데스리가로 복귀하였다.

## 서포터
뉘른베르크의 서포터들은 충성심이 높고, 팀의 많은 실망으로 자주 정신적 고통을 받았으며, 팀에 대한 부정적인 생각을 가지고 있으면서도 과거의 영광으로 팀에 대한 자부심을 가지고 있다. 이로 인해 40,000명이 넘는 서포터들이 홈 구장에서 나쁜 성적이나 2 분데스리가나 남부 레기오날리가 강등에도 불구하고 항상 현장에서 응원하였다. 더 나아가서, 뉘른베르크 서포터들은 자기 팀에 대해 아이러니하게 생각하고, 냉혹한 유머 센스를 가지고 있어 "클럽은 바보다" (Der Club is a Depp) 라는 문장으로 설명한다. 이 말은 프랑켄 지역의 기자 귄터 코흐가 1994년에 한때 강성한 뉘른베르크가 강등당한 이후 했던 말이다.

## 라이벌
SpVgg 그로이터 퓌르트는 오랜 기간 동안 1. FCN의 최대 라이벌이자 가장 오래된 라이벌로, 독일 축구 초창기에 두 클럽이 국가 챔피언십을 지배하였을 때부터 라이벌 관계를 시작하였다. 두 팀간의 더비 경기는 독일 축구계에서 가장 오래된 경기로 현재까지 253번에 걸친 공식 더비 경기를 치렀으며, 이는 특정 두 팀 간의 공식 경기수로는 독일 내 최다이다. 가장 모범적인 예로는, 1921년에 찾을 수 있다. 독일 축구 국가대표팀이 당시 네덜란드 축구 국가대표팀과의 경기를 암스테르담에서 치루었을때, 당시 독일팀 선수 구성은 뉘른베르크와 퓌르트 선수로만 구성되어 있었다. 두 클럽팀에 속해있던 선수들은 같은 기차편으로 원정을 갔지만, 두 팀 간의 갈등으로 인해 뉘른베르크 선수들은 첫 번째 객차를, 퓌르트 선수들은 마지막 객차를 사용하였다. 중간 객차에는 당시 대표팀 감독 게오르크 B. 블라스케 감독이 혼자 머물게 되었다. 네덜란드와의 친선 경기에서 득점한 선수는 퓌르트 소속으로, 1-0 승리로 끝났다. 그러나 오직 퓌르트 소속 선수들만이 득점자를 축하하였고, 뉘른베르크 선수들은 등을 돌렸다. 또다른 라이벌 관계의 예시로는 한스 수토어 선수와 관련 되어있다. 수토어는 이전에 SpVgg 퓌르트 선수였으나, 뉘른베르크 팬을 아내로 들이는 바람에 퓌르트에서 방출되었다. 그 후, 수토어는 1. FC 뉘른베르크에서 활약하며 3차례 국내 챔피언십 우승을 거두었다. 두 클럽은 2008-09 시즌에 모두 2 분데스리가에 속해있었다.
바이에른 주 내에서는, FC 바이에른 뮌헨과의 경기가 매년 최대의 행사로 치부되며, 두 클럽 모두 바이에른주 내에서 가장 성공적인 클럽들이다 이 경기는 바바리아 더비라고 불린다

## 리저브 팀
1. FC 뉘른베르크 II (혹은 1. FC 뉘른베르크 아마토이어)는 바이에른 주 오베르리가 (4부리그) 2007-08 시즌에 3위를 차지하여 남부 레기오날리가에 속하게 되었다. 이 팀은 1998년부터 오베르리가에 속해 있었고, 3차례 이 리그에서 준우승을 거두었다. 오베르리가에 속하기 이전, 이 팀은 바이에른-중부 란데스리가 (Landesliga Bayern-Mitte) 에 속해 있었다.

## 최근 행보
다음은 클럽의 시즌별 성적이다.
| 연도    | 리그명            | 리그 단계 | 순위  |
| 1995–96 | 2 분데스리가      | 2부리그   | 17위↓ |
| 1996–97 | 남부 레기오날리가 | 3부리그   | 우승↑ |
| 1997–98 | 2 분데스리가      | 2부리그   | 3위↑  |
| 1998–99 | 1 분데스리가      | 1부리그   | 16위↓ |
| 1999–00 | 2 분데스리가      | 2부리그   | 4위   |
| 2000-01 | 2 분데스리가      | 2부리그   | 우승↑ |
| 2001-02 | 1 분데스리가      | 1부리그   | 15위  |
| 2002-03 | 1 분데스리가      | 1부리그   | 17위↓ |
| 2003-04 | 2 분데스리가      | 2부리그   | 우승↑ |
| 2004-05 | 1 분데스리가      | 1부리그   | 14위  |
| 2005-06 | 1 분데스리가      | 1부리그   | 8위   |
| 2006-07 | 1 분데스리가      | 1부리그   | 6위   |
| 2007-08 | 1 분데스리가      | 1부리그   | 16위↓ |
| 2008-09 | 2 분데스리가      | 2부리그   | 3위↑  |
| 2009-10 | 1 분데스리가      | 1부리그   | 16위  |
| 2010-11 | 1 분데스리가      | 1부리그   | 6위   |
| 2011-12 | 1 분데스리가      | 10위      |       |
| 2012-13 | 1 분데스리가      | 10위      |       |

## 역대 성적
뉘른베르크는 60년간 독일 최다 챔피언쉽 우승 팀으로서의 지위(때로는 이 지위를 FC 샬케 04를 가지고 있었다.)를 가지고 있었다. 이 지위는 1987년에 FC 바이에른 뮌헨이 가져갔고, 현재까지 유지하고 있다.
분데스리가를 여러 회 우승 시 해당 클럽은 진정한 챔피언 클럽 (Verdiente Meistervereine) 을 상징하는 금별 (우승 3회에 1개, 우승 5회에 2개, 우승 10회에 3개, 우승 20회에 4개) 을 클럽 엠블럼 위에 표시할 수 있다. 그러나, 1963년 분데스리가 출범 이후의 리그를 우승한 경우만이 인정된다. 뉘른베르크는 그에 따라 9회 우승을 보유하고 있지만, 이 독일에서 2번째로 성공적인 클럽은, 금별을 달 수 없다.

### 국내
- 독일 챔피언쉽 8회 / 분데스리가 우승 1회
  - 우승: 1920, 1921, 1924, 1925, 1927, 1936, 1947–48, 1960–61, 1967–68
  - 준우승: 1934, 1937, 1961–62

- DFB-포칼 우승 4회
  - 우승: 1934-35, 1938-39, 1961-62, 2006-07
  - 준우승: 1939-40, 1981-82

- 남독일 챔피언쉽 우승 7회
  - 우승: 1916, 1918, 1920, 1921, 1924, 1927, 1929

- 남부 오베르리가 우승 7회
  - 우승: 1916, 1918, 1920, 1921, 1924, 1927, 1929

- 남독일컵 우승 2회
  - 우승: 1919, 1924

- 바이에른 지역 리그 우승 1회
  - 우승: 1907

- 동부 크라이슬리가 우승 2회
  - 우승: 1916, 1918

- 북바이에른 크라이슬리가 우승 2회
  - 우승: 1920, 1921

- 바이에른 베치어크스리가 우승 3회
  - 우승: 1924, 1925, 1927

- 북바이에른 베치어크스리가 우승 3회
  - 우승: 1929, 1932, 1933

- 바이에른 가울리가 우승 5회
  - 우승: 1934, 1936, 1937, 1938, 1940

- 북바이에른 가울리가 우승 2회
  - 우승: 1943, 1944

- 남부 오베르리가 우승 6회
  - 우승: 1947, 1948, 1951, 1957, 1961, 1962

- 남부 레기오날리가 (2부리그) 우승 1회
  - 우승: 1971

- 남부 2 분데스리가 우승 1회
  - 우승: 1980

- 2 분데스리가 우승 3회
  - 우승: 1985, 2001, 2004

### 유럽대항전
- 인터네셔널 풋볼컵 우승 1회
  - 그룹A1 우승: 1968

### 유소년 팀
- 독일 U-19 챔피언쉽 우승 1회
  - 우승: 1974
  - 준우승: 1979, 1986, 1989

- 독일 U-17 챔피언쉽
  - 준우승: 1987

- 독일 U-19 컵 우승 3회
  - 우승: 1987, 1988, 1993

- 남독일 U-19 챔피언쉽 우승 6회
  - 우승: 1956, 1958, 1960, 1964, 1965, 1971

- 바이에른 U-19 챔피언쉽 우승 25회
  - 우승: 1946, 1956, 1958, 1960, 1961, 1962, 1964, 1965, 1967, 1968, 1969, 1970, 1971, 1974, 1975, 1976, 1977, 1979, 1980, 1984, 1986, 1989, 1999, 2002, 2009
  - 준우승: 1950, 1959, 1963, 1972, 1973, 1978, 1981, 1982, 1983, 1985, 1987, 1988, 1990, 1991, 1992, 1993, 1994, 1996, 2000, 2008

- 바이에른 U-17 챔피언쉽 우승 8회
  - 우승: 1977, 1982, 1987, 1990, 1991, 1992, 1996, 1999
  - 준우승: 1975, 1980, 1983, 1986, 1988, 1989, 1993, 2000, 2011

- 바이에른 U-15 챔피언쉽 우승 14회
  - 우승: 1976, 1981, 1983, 1984, 1986, 1988, 1989, 1992, 1993, 2001, 2002, 2005, 2006, 2008
  - 준우승: 1980, 1982, 1987, 1995, 1996, 1999, 2000, 2007, 2009

## 경기장

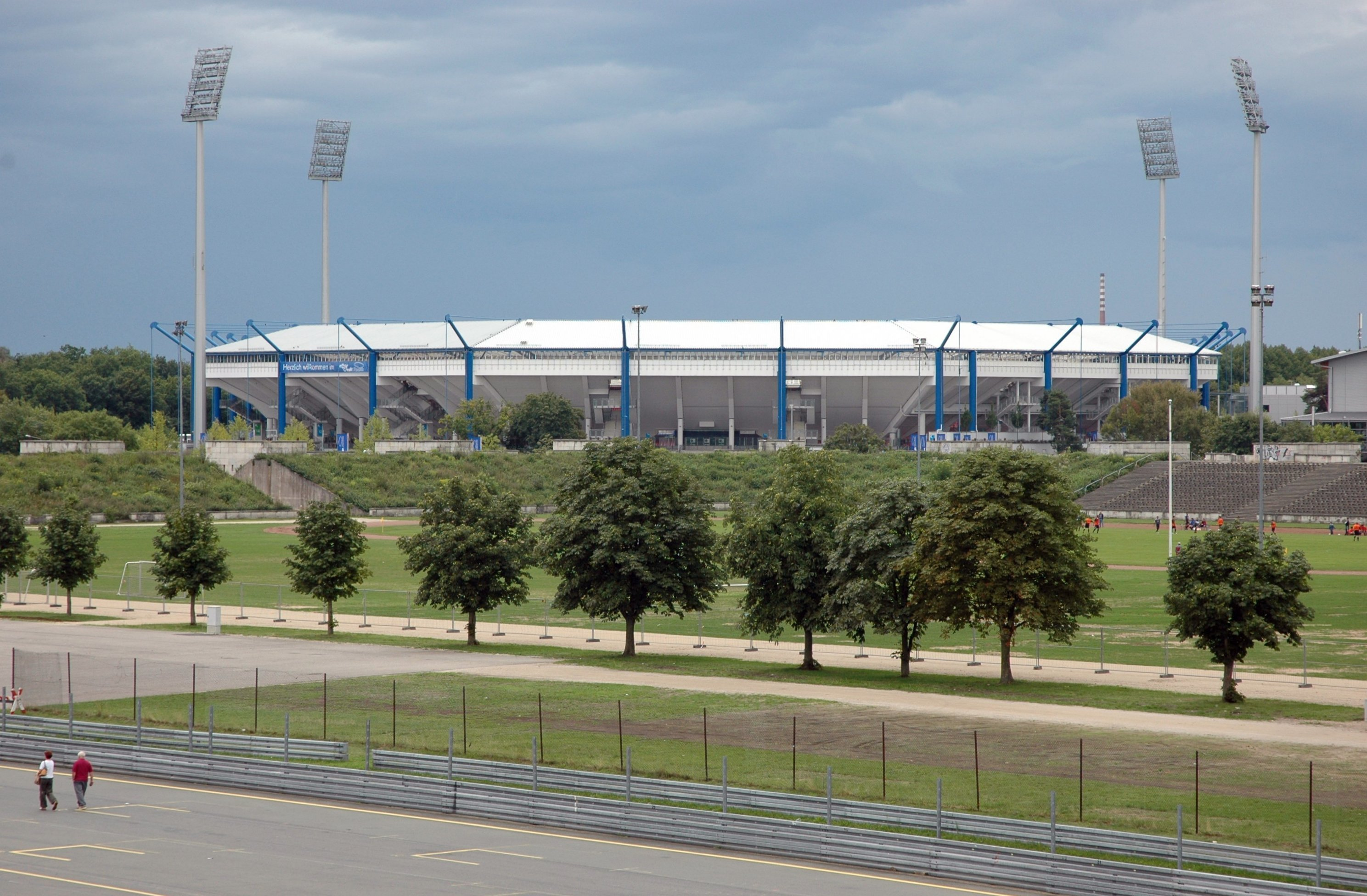
2006년 8월의 프랑켄슈타디온

뉘른베르크의 홈 구장은 프랑켄슈타디온 (1990년까지는 슈테티셰스 슈타디온 (Städtisches Stadion) 이라 불림)이다. 이 경기장은 1963년을 기점으로 뉘른베르크의 홈 구장이었고, 2009-10 시즌의 겨울 휴식기 리모델링 후로부터, 48,553명의 관중을 수용할 수 있다. 이전 홈구장을 차보 (Zabo, 체어차벨쇼프 (Zerzabelshof)의 준말로, 구장 위치를 나타낸다.)였다.
이 경기장은 1928년에 완성되었고, 1933년에서 1945년까지 제3제국 시절 슈타디온 데어 히틀러-유겐트 (Stadion der Hitler-Jugend) 라고 불리었다. 원래 40,000명의 관중을 수용할 수 있었고, 1965년에는 65,000명으로 수용인원이 증가하였고, 1967년에 FC 바이에른 뮌헨과 레인저스 FC간의 UEFA 컵 위너스컵 경기를 주최하였다. 컵 위너스컵 결승은 바이에른의 1-0 승리로 종료되었다. 1974년 FIFA 월드컵을 앞두고, 이 경기장은 리모델링되었고, 2006년 FIFA 월드컵의 조별리그 4경기와 16강 1경기를 주최하기 위해, 45,000명의 관중을 수용할 수 있도록 리모델링되었다.
2006년을 기점으로 프랑켄슈타디온은 지역 은행 이름인 이지크레딧의 상업명을 따 이지크레딧 스타디움 (EasyCredit Stadium) 으로도 불린다. 다수의 팬들은 이 경기장을 클럽 레전드인 막스 몰로크의 이름을 딸 것을 요구하고 있지만, 이지크레딧과의 상업 계약이 종료되는 6년 뒤까지 최소한 기다려야 하기 때문에 개명이 현재 성사되지 않았다.

## 선수

### 현재 선수 명단
2014년 4월 26일 기준

참고: FIFA 자격 규정에 따라 소속된 국가대표팀 국기를 표시합니다. 선수는 복수의 FIFA 비회원국 국적을 가지고 있을 수 있습니다.
| 번호 | 포지션 | 국적       | 이름                |
| ---- | ------ | ---------- | ------------------- |
| 1    | GK     |            | 라파엘 섀퍼 (주장)  |
| 2    | DF     |            | 에마누엘 포가테츠   |
| 3    | DF     |            | 페어 닐손           |
| 4    | DF     |            | 마르쿠스 안토니우   |
| 5    | MF     |            | 한노 발리치         |
| 6    | DF     |            | 마르틴 앙가         |
| 7    | MF     |            | 마르쿠스 포일너     |
| 8    | FW     |            | 마리우시 스텡핀스키 |
| 9    | FW     | 체코       | 토마시 페크하르트   |
| 10   | MF     |            | 티모 게브하르트     |
| 11   | FW     |            | 다니엘 진체크       |
| 14   | MF     | 슬로바키아 | 로베르트 마크       |

| 번호 | 포지션 | 국적 | 이름                                   |
| ---- | ------ | ---- | -------------------------------------- |
| 16   | MF     |      | 니클라스 슈타르크                      |
| 17   | MF     |      | 마이크 프란츠                          |
| 18   | FW     |      | 요시프 드르미치                        |
| 20   | MF     |      | 호세 캄파냐 (크리스털 팰리스에서 임대) |
| 21   | DF     |      | 마르빈 플라텐하르트                    |
| 22   | GK     |      | 파트리크 라코프스키                    |
| 23   | MF     | 체코 | 아담 흘루셰크                          |
| 24   | DF     |      | 베르카이 다반리                        |
| 25   | DF     |      | 하비에르 피놀라                        |
| 26   | DF     |      | 티모시 챈들러                          |
| 30   | GK     |      | 알렉산더 슈테판                        |
| 31   | MF     | 체코 | 온드레이 페트랙                        |
| 32   | GK     |      | 벤야민 웁호프                          |
| 34   | MF     |      | 세바스티안 게르트너                    |

### 임대 선수 명단
참고: FIFA 자격 규정에 따라 소속된 국가대표팀 국기를 표시합니다. 선수는 복수의 FIFA 비회원국 국적을 가지고 있을 수 있습니다.
| 번호 | 포지션 | 국적 | 이름                              |
| ---- | ------ | ---- | --------------------------------- |
| 27   | MF     |      | 마르쿠스 멘틀러 (→ SV 잔트하우젠) |

## 코칭스태프
| 클럽 디렉터   | 보반 프리바노비치                                 |
| 감독          | 미로슬라프 클로제                                 |
| 수석코치      | 아어민 로이터샨                                   |
| 골키퍼 코치   | 아담 마티세크                                     |
| 피트니스 코치 | 마르쿠스 치데크                                   |
| 유소년팀 감독 | 디터 뉘싱 , 라이너 지치                           |
| 수석 스카우트 | 크리스티안 뫼켈                                   |
| 물리치료사    | 귄터 욘치크, 스벤 브레헤츠바우어, 사샤 루아인스키 |

## 유명 선수와 감독

### 뉘른베르크 올스타

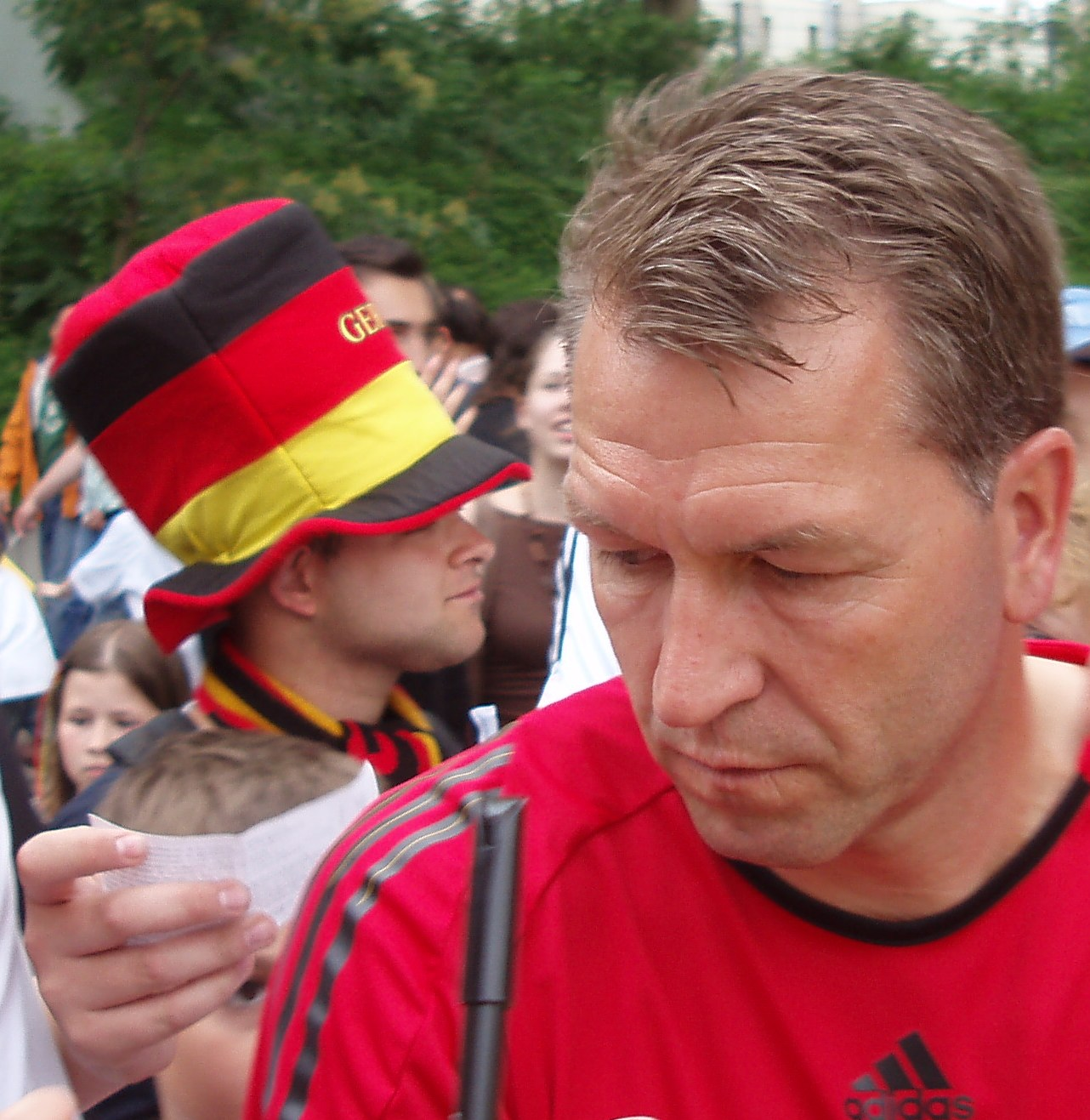
뉘른베르크 팬들은 안드레아스 쾨프케를 클럽 역사상 최고의 골키퍼로 선정하였다.

2010년 여름, 뉘른베르크의 창단 110주년 기념으로, 클럽 역사상 최고의 선수가 팬들에 의해 투표되었다. 최다 득표를 기록한 선수들은 포지션별로 분류되어, 클럽의 베스트 11을 다음과 같이 나타내었다.
- 안드레아스 쾨프케
- 페르디난드 베나우어
- 토마스 브루너
- 안드레아스 볼프
- 슈테판 로이터
- 한스 도프너
- 라인홀트 힌터마이어
- 마레크 민탈
- 막스 모얼로크
- 사샤 치리치
- 디터 에크슈타인

- 교체 명단: 한스 칼브, 슈테판 키슬링, 호르스트 로이폴트, 디터 뉘싱, 마크 외흘러, 루이트폴트 포프, 라파엘 섀퍼, 하인츠 슈트렐, 하인리히 슈툴파우스, 호르스트 바여리히, 세르히오 사라테

### 감독
이전의 누락된 감독으로는 이치도르 "도리" 퀴어쉬너 (Izidor "Dori" Kürschner, 1921, 1922), 프레드 스픽슬리 (Fred Spiksley, 1913, 1920년대), 전 선수 알프레드 샤퍼 (Alfred Schaffer, 1930년대), 카를 미할케 박사 (Dr. Karl Michalke, 1930년대), 알빈 "알프" 림케 (Alwin "Alv" Rimke, 1940년대-1950년대), 그리고 전 선수 한스 "붐베스" 슈미트 (Hans "Bumbes" Schmidt, 1940년대, 1950년대)가 있다. 한스 슈미트는, DFB-포칼을 뉘른베르크 소속 감독으로 1회 우승하였는데, 포칼 결승에서 3차례 숙적 FC 샬케 04를 상대로 치루었다. 그는 뉘른베르크 선수로 4차례 챔피언십을 우승하였고, 이 중 1차례를 SpVgg 그로이터 퓌르트를 상대로 얻어냈다.

#### 1963년부터의 역대 감독
| - 헤어베르트 비드마여 (1963) - 샤크나디 예뇌 (1963-1964) - 군터 바우만 (1964-1965) - 샤크나디 예뇌 (1965-1966) - 빈체 예뇌 (1966) - 막스 메르켈 (1967-1969) - 쿠노 클뢰처 (1969-1970) - 토마스 바어텔 (1970-1971) - 슬로보단 미하일로비치 (1971) - 프리츠 랑너 (1971) - 즐라트코 차이코브스키 (1971-1973) - 한스 틸코프스키 (1973-1976) - 호르스트 부흐츠 (1976-1978) - 베르너 케른 (1978) - 로베르트 게브하르트 (1978-1979) - 예프 플리어스 (1979) - 로베르트 게브하르트 (1979-1980) - 호르스트 헤세 (1980-1981) - 프리츠 포프 (1981) - 프레드 호프만 (1981) - 하인츠 엘츠너 (1981) - 우도 클루그 (1981-1983) - 루디 크뢰너 (1983) - 프리츠 포프 (1983) | - 하인츠 회허 (1984-1988) - 헤르만 게를란트 (1988-1990) - 디터 리베어비어스 (1990) - 아리 한 (1990-1991) - 빌리 엔텐만 (1991-1993) - 디터 레너 (1993-1994) - 라이너 초벨 (1994) - 귄터 제베르트 (1994-1995) - 헤르만 게를란트 (1995-1996) - 빌리 엔텐만 (1996-1997) - 펠릭스 마가트 (1997-1998) - 빌리 라이만 (1998) - 토마스 브루너 (1998) - 프리델 라우슈 (1999-2000) - 토마스 브루너 (2000) - 클라우스 아우겐탈러 (2000-2003) - 볼프강 볼프 (2003-2005) - 디터 리버비어스 (2005) - 한스 마여 (2005-2008) - 토마스 폰 헤센 (2008) - 미하엘 외닝 (2008-2009) - 디터 헤킹 (2009-2012) - 미하엘 비징어 (2012-2013) - 헤르트얀 페르베이크 (2013-현재) |

### 역대 회장
| - 크리스토프 하인츠 (1900–1904) - 페르디난드 퀴스페어트 (1904–1910) - 크리스토프 하인츠 (1910–1912) - 레오폴트 노이베어커 (1912–1914) - 페르디난드 퀴스페어트 (1915–1917) - 콘라드 게어슈타커 (1917–1919) - 레오폴트 노이베어커 (1919–1921) - 루드비히 베움러 (1921–1923) - 에두아어트 카어티니 (1923) - 막스 오베어스트 (1923–1925) - 한스 슈레글 (1926–1930) - 루드비히 프란츠 (1930–1935) - 카를 뮐러 (1935–1945) - 한스 호프만 (1945–1946) - 한스 슈레글 (1946–1947) | - 한스 호프만 (1947–1948) - 루드비히 프란츠 (1948–1963) - 카를 뮐러 (1963–1964) - 발터 루터 (1964–1971) - 한스 에어트 (1971–1977) - 로타어 슈메히티히 (1977–1978) - 발트마어 차이텔하크 (1978–1979) - 미하엘 A. 로스 (1979–1983) - 게르트 슈멜처 (1983–1991) - 스벤 오베어호프 (1991–1992) - 게브하르트 포아크 (1992–1994) - 게오르크 하스 (1994) - 미하엘 A. 로스 (1994–2009) - 프란츠 섀퍼 (2009–2010) - 마틴 바데어 (2010-현재) |